# Мамлеевы
Мамлеевы — татарский княжеский род, происходящий от мурзы Мамлея, жившего в первой половине XVI в.
Род князей Мамлеевых внесен в V часть родословной книги Пензенской губернии.
В Боярской книге за 1680-1690 год записан князь, стольник Мамлеев Никита Маметев.